# Stanwellia bipectinata
Stanwellia bipectinata is een spinnensoort in de taxonomische indeling van de bruine klapdeurspinnen (Nemesiidae).
Stanwellia bipectinata werd in 1945 beschreven door Todd.